# Partito Comunista di Kampuchea

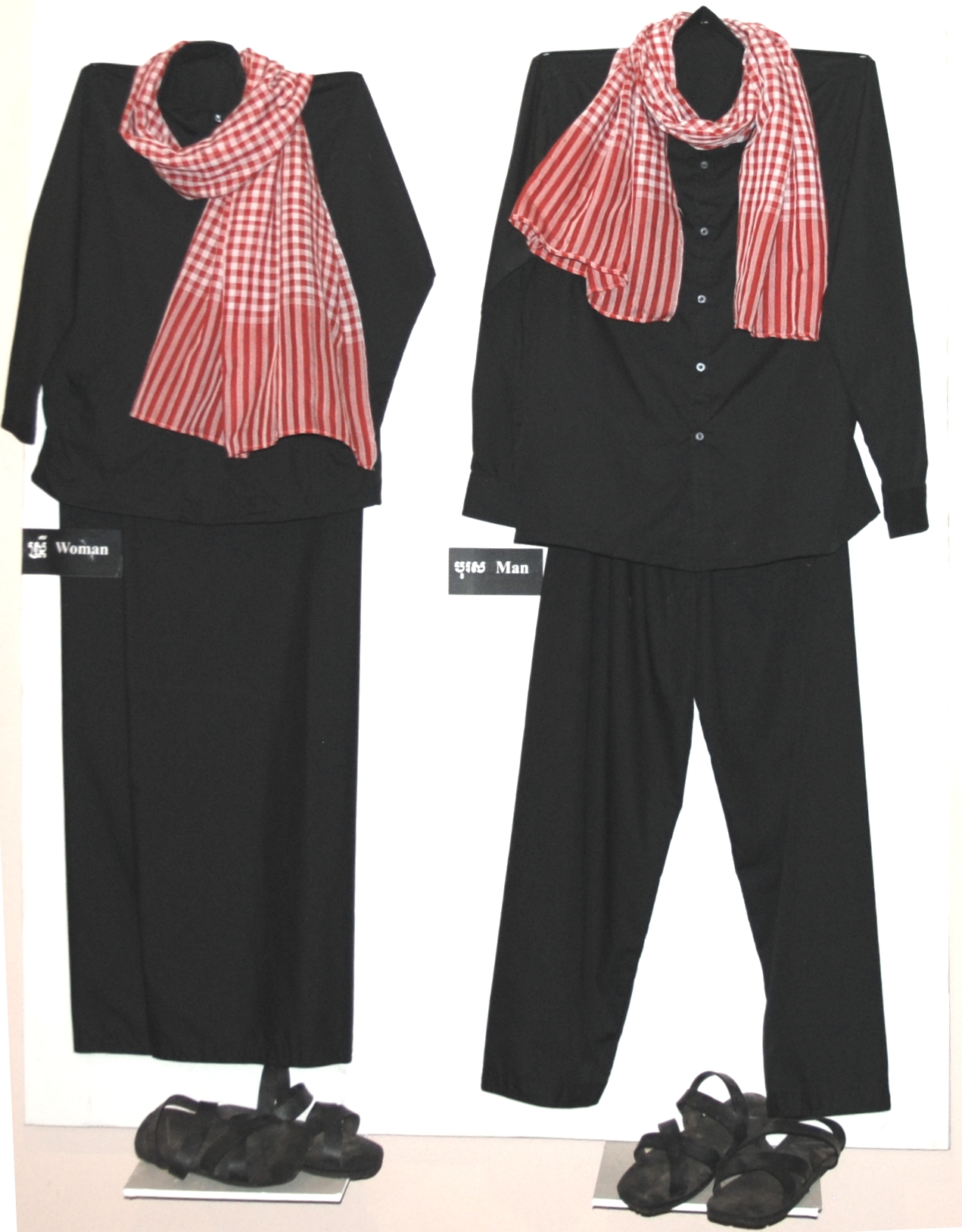
Uniformi indossate dai membri del partito comunista di kampuchea

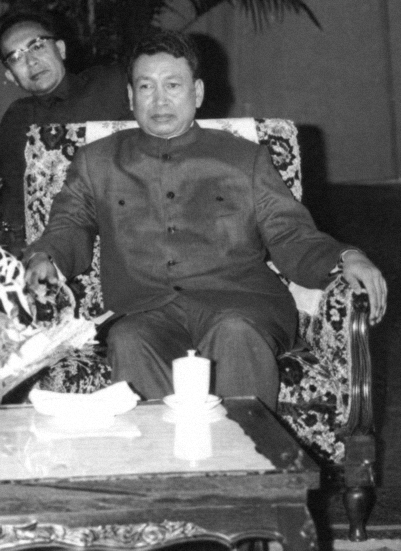
Pol Pot, segretario generale del Partito Comunista di Kampuchea dal 1963 al 1981

Il Partito Comunista di Kampuchea, noto anche come Partito Comunista Khmer, fu un partito politico comunista cambogiano, fondato nel 1951. Un altro nome del partito era Angkar Padevat, letteralmente "Organizzazione Rivoluzionaria" (in lingua khmer: អង្គការបដិវត្តន៍) .
Ebbe origine dal Partito Comunista Indocinese, allorché nel dopoguerra questo si scisse nelle varie componenti nazionali, quella principale vietnamita, quella laotiana e quella cambogiana. Inizialmente si chiamava "Partito Rivoluzionario del Popolo Khmer" controllato e sovvenzionato dai comunisti vietnamiti. La componente interna dall'accento più nazionalista che si organizzò attorno a Pol Pot fu inizialmente minoritaria, tanto da riscrivere successivamente la propria storia, dichiarando che la nascita del partito risaliva al 1960.
Allorché venne dichiarato illegale da Sihanouk, il partito pare contasse solo un centinaio di aderenti attivi che nel corso degli anni sessanta aumentarono a dismisura, venendo indicati dall'esterno come Khmer rossi. Il termine venne coniato da Norodom Sihanouk, che in realtà l'aveva inizialmente usato per denominare in maniera generica tutti gli esponenti della sinistra.
Passò dalla clandestinità al riconoscimento ufficiale con l'instaurazione della Kampuchea Democratica, segnata dalla presa di Phnom Penh del 17 aprile 1975. Il governo di Pol Pot cessò con l'intervento della Repubblica Socialista del Vietnam, la quale occupò la capitale nel gennaio 1979. Il partito continuò a controllare per anni diverse zone del paese, soprattutto quelle limitrofe alla Thailandia, venendo poi affiancato da due nuove formazioni anticomuniste: il Fronte di Liberazione Nazionale del Popolo Khmer e il Funcinpec dell'ex re di Cambogia Norodom Sihanouk. Ebbe fine formalmente nel 1981, quando si riorganizzò nel Partito della Kampuchea Democratica, rinunciando formalmente all'appellativo di "comunista". Fece così parte del Governo di coalizione della Kampuchea Democratica, che occupò il seggio della Cambogia all'ONU per diversi anni, godendo di ampio appoggio internazionale, dissolto dopo aver cambiato nome solo nel 1993.
Il partito dei Khmer Rossi venne associato al genocidio avvenuto dopo la presa del potere nel 1975, che causò la morte di un numero imprecisato di persone attraverso carestie, lavori forzati ed esecuzioni sommarie. Fu uno dei regimi più violenti del XX secolo, ad oggi il regime con la più alta percentuale tra popolazione e numero di morti.
Finora solo tre dei leader Khmer Rossi sono stati processati e condannati. Molti politici dirigenti, e soprattutto quelli più implicati nelle esecuzioni sommarie verificatesi durante la loro breve dittatura, hanno beneficiato di un'amnistia ad hoc, approvata soprattutto per motivi politici e di ordine pubblico. È probabile che alcuni gerarchi dei Khmer Rossi abbiano causato la morte del loro leader, Pol Pot, allo scopo di non consegnarlo vivo nelle mani del Tribunale penale internazionale, l'organismo sovranazionale deputato a giudicare i rei di crimini contro l'umanità e di genocidio.

## Il Comitato Centrale
A tale Comitato ci si riferiva con il termine, "Kena Mocchhim". I membri permanenti del Comitato Centrale dei Khmer Rossi furono, durante il periodo tra gli anni 1960 e la metà degli anni 1990:
- Pol Pot, altrimenti detto "Fratello Numero 1", leader del Partito, Segretario Generale dal febbraio 1963 fino al 1981[12]
- Nuon Chea, altrimenti detto "Fratello Numero 2", prima Vice-Capo dell'Alto Comando dei Khmer Rossi dal 1970 al 1975, poi Presidente dell'Assemblea della Kampuchea Democratica dal 1976 al 1979 e Vicesegretario generale dal 1960 al 1981. Nel 1998 entrò nel governo di Hun Sen. Arrestato nel settembre 2007,nell'agosto 2014 è stato condannato all'ergastolo per crimini contro l'umanità, insieme a Khieu Samphan, dal competente tribunale internazionale e, successivamente, per genocidio. È deceduto nel 2019.
- Ieng Sary, altrimenti noto come "Fratello Numero 3", nel 1970 divenne rappresentante dei Khmer Rossi nel GRUNK,[13] poi Deputato, Primo Ministro, e Ministro degli Affari Esteri della Kampuchea Democratica durante tutta la dittatura. Cognato di Pol Pot, fu anche responsabile di alcuni cosiddetti "campi di rieducazione". Dopo la caduta del regime, fu responsabile fino al 1992 della gestione dei finanziamenti provenienti dal governo cinese. Nel 1996 si arrese al governo cambogiano venendo amnistiato. È deceduto nel 2013.
- Khieu Samphan, altrimenti noto come "Fratello Numero 4" o "Fratello Khieu" o "Compagno Hem", Capo dello Stato della Kampuchea Democratica. Aveva già ricoperto cariche nei governi precedenti la rivoluzione. Dopo la fine della dittatura divenne Primo Ministro del governo dei Khmer Rossi in esilio, poi tra il 1982 ed il 1991, Ministro degli Affari Esteri. Sostituì Pol Pot alla leadership nei primi anni ottanta. Si arrese, ed entrò nel Governo di Hun Sen nel 1998. Arrestato, accusato di crimini contro l'umanità, e messo sotto processo, il 7 agosto 2014, assieme ad un altro gerarca di Pol Pot, Nuon Chea, è stato condannato all'ergastolo da un tribunale ONU. L'appello avverso la sentenza è stato respinto dall'Alta corte della Giustizia della Cambogia il 23 novembre 2016.
- Ta Mok, altrimenti detto "Fratello Numero 5"[14], soprannominato "Il macellaio". Dopo svariati incarichi, fu prima membro del Comitato Centrale dal 1963, poi dal 1975 Capo di Stato Maggiore dell'Esercito. Nel 1998 arresta Pol Pot e diventa, l'anno successivo, l'ultimo leader dei Khmer Rossi. Viene a sua volta arrestato nel 1999. Muore in carcere il 21 luglio 2006 all'età di 82 anni.
- Son Sen, altrimenti detto "Fratello Numero 89", entra nel Comitato Centrale nel 1963 e nel 1968 comanda la lotta armata contro Sihanouk. Nel 1975 diventa Ministro della Difesa e capo dei Servizi Segreti. Nel 1977 viene incaricato di dirigere svariate purghe e di comandare la guerra contro il Vietnam, infine, nel 1979, viene nominato Comandante dell'Esercito. Venne poi giustiziato da Pol Pot nel 1997.
- Yun Yat, moglie di Son Sen, a partire dal 1969 diresse il servizio sanitario nelle aree controllate dai Khmer Rossi. Dal 1975 fu Ministro della Cultura, dell'Educazione e dell'Informazione. Nel 1977 fu incaricata di estirpare il Buddhismo. Venne assassinata nel 1997 insieme al marito .
- Ke Pauk, altrimenti detto "Fratello Numero 13", già membro, dal 1950 del Movimento anti-francese Khmer Issarak . Nel 1975 fu nominato Segretario del Partito per la Zona Nord, e nel 1976 responsabile delle purghe effettuate nella Zona Centrale, mentre nel 1978 fu responsabile nella Zona Est di grandi massacri di civili. Si arrese al governo nel 1998. Muore nel 2002.
- Ieng Thirith, moglie di Ieng Sary, fu, prima, Ministro dell'Assistenza Sociale, e poi corresponsabile con il marito degli Affari Esteri. Fu anche responsabile della famigerata Alleanza della Gioventù Democratica Khmer, creata nel 1962 e diventata nei primi anni settanta Alleanza della Gioventù Comunista di Kampuchea, formata da ragazzini totalmente devoti al regime e strumento di Pol Pot nel controllo dell'apparato del Partito. Nel 1976 diresse una purga nella Zona Nord-Ovest. È deceduta nel 2015.
- La leadership dei Khmer Rossi venne ampliata tra gli anni sessanta e gli anni novanta. I leader Khmer provenivano in genere dalle classi medie ed erano stati educati nelle università francesi. La maggioranza dei combattenti invece, proveniva da classi povere e da famiglie lavoratrici.

## Ideologia politica
L'ideologia dei Khmer Rossi fu il risultato della combinazione tra il maoismo e di un'idea anti-colonialista. Al potere, applicarono un programma molto radicale, che prevedeva l'isolamento da influenze straniere, la completa statalizzazione, l'abolizione delle banche, della finanza e del denaro, la messa fuorilegge di tutte le religioni, e la deportazione di tutte le persone in fattorie collettive. Inoltre il sistema giudiziario venne abolito, era proibito possedere oggetti di manifattura occidentale, pena la morte. Lo spostamento delle persone nelle campagne fu giustificato anche con il fatto che, a causa dei bombardamenti USA, la popolazione aveva sovraffollato le città, peggiorando la carestia.
I Khmer Rossi giustificarono l'abolizione della moneta con il fatto che il denaro in Cambogia era da considerarsi come carta straccia, e che la misura provvisoria doveva fornire un aiuto a ripartire da zero, per poi ristabilire un'economia moderna.
Ad oggi la sua matrice politica, definita dalla maggior parte degli storici come una forma estremamente radicalizzata di maoismo, si ritiene sia dovuta all'alleanza con la Cina, per le profonde similitudini, almeno nei principi guida, tra la prassi politica di Pol Pot e i fatti storici, quali la Rivoluzione Culturale o il Grande balzo in avanti. In essa manca tuttavia, nella lettura marxista dello sviluppo storico, qualunque passaggio intermedio tra la società pre-rivoluzionaria e quella giunta allo stadio finale del comunismo.
Nei fatti, si sa per certo che il Partito era lacerato da profonde divisioni ideologiche. Tre erano i gruppi in cui confluivano le diverse anime del movimento: quello nazionalista di Pol Pot, quello filo-cinese e quello filo-vietnamita. Furono le prime due correnti a prevalere, con un conseguente peggioramento dei rapporti con il Vietnam, che indusse quest'ultima nazione a invadere la Cambogia nel 1979, deponendo così il regime dei Khmer Rossi.

## Storia

### Nascita del partito
Il Partito Comunista Indocinese venne fondato nel 1931. Da tale organizzazione, nel 1951, nacque il Partito Comunista Cambogiano, anche se più tardi il leader dei Khmer Rossi, Pol Pot, ha sostenuto che sia stato fondato solo nel 1960. Questo perché, nel 1961 Pol Pot al rientro da Parigi aveva ordinato l'assassinio del segretario del partito in carica, sostituendolo. Agli inizi era comunque subordinato al Partito Comunista del Vietnam. Dagli anni 1960 in poi, i comunisti cambogiani condussero piccole insurrezioni lungo i confini vietnamiti e mantennero il supporto del Vietnam nella loro lotta contro gli Stati Uniti d'America. Nel 1967 una brutale repressione dell'esercito governativo contro attivisti comunisti e semplici sospetti spinse molti ad aderire all'organizzazione dei Khmer Lieu. Questa sarà la base dell'esercito rivoluzionario che prenderà il potere al termine della Guerra del Vietnam.
Negli anni 1970 il Partito prese il nome di Partito Comunista di Kampuchea, mentre negli anni 1980 e anni 1990 di Partito della Kampuchea Democratica, ma il nome comunemente usato era Khmer Rossi, coniato da Sihanouk negli anni 1950. I Khmer Rossi non si riconoscevano in questa denominazione: essi si chiamavano "I Khmer prima dell'Anno zero".

### Ascesa al potere
Nel 1970 Sihanouk venne deposto con un colpo di stato organizzato dal generale Lon Nol. In esilio a Pechino, il sovrano unì le proprie forze a quelle di Pol Pot, creando il FUNK. I Khmer Rossi poterono estendere il loro dominio, e, nel 1973, gran parte della Cambogia era sotto il loro controllo militare. Nei primi mesi del 1975 la capitale cambogiana era accerchiata dai guerriglieri comunisti, mentre l'esercito si era ridotto a controllare solamente i maggiori centri cittadini. Il 17 aprile 1975 Phnom Penh capitolò e Lon Nol fuggì. La città venne subito fatta evacuare e ben presto la stessa sorte toccò alle altre. Sihanouk era ormai un presidente senza potere, e, nel 1976 venne arrestato con l'accusa di voler restaurare la monarchia e di opporsi ai Khmer Rossi. Riuscì a fuggire a Taiwan scampando all'esecuzione.

### I Khmer Rossi al potere
I Khmer Rossi deportarono la popolazione nelle campagne forzandola a lavorare nelle fattorie comuni: chi non produceva non mangiava. Furono aboliti ospedali, scuole, banche, moneta, le professioni "borghesi". Durante i loro quattro anni di potere, I Khmer costrinsero a lavorare, riducendo in carestia la popolazione, giustiziando gruppi di persone, uccidendo anche per reati minori. I cambogiani dovevano produrre 3 tonnellate di riso per ettaro. Prima della presa del potere dei Khmer Rossi la media era di 1 tonnellata. I Khmer Rossi costrinsero la popolazione a lavorare ininterrottamente per 12 ore senza fermarsi, privi di cibo e cure adeguate. Secondo alcuni resoconti vennero adottate medicine locali invece di quelle occidentali, adozione che fu la causa di numerosi decessi. Alcune testimonianze riportano che furono addirittura proibite le relazioni familiari e diversi membri di famiglie furono messi a morte solo per aver mantenuto qualche relazione tra di loro.
La lingua khmer ha un sistema completo di parole specifico tra membri di diverso stato sociale. Durante il potere dei Khmer Rossi queste usanze furono abbandonate. Le persone furono incoraggiate a chiamarsi "amico" o "compagno" e ad abbandonare i tradizionali sistemi per esprimere la devozione, come, per esempio, unire le mani. Il calendario tradizionale fu sostituito da uno nuovo che iniziava la storia da zero, dall'anno della rivoluzione. La lingua fu trasformata. I Khmer Rossi inventarono nuovi termini. Le persone dovevano "forgiare" caratteri rivoluzionari ed erano strumenti dell'"Angkar". Tale denominazione era adoperata dai Khmer Rossi per definire un misterioso ente politico supremo le cui caratteristiche, per intenderne la natura, potrebbero essere paragonate, mutatis mutandis, a quelle del Grande Fratello del celebre romanzo "1984" di George Orwell. Agli abitanti delle zone sottoposte al governo dei Khmer Rossi veniva imposto di venerare in maniera fanatica e pseudo-religiosa tale onnipresente ma impalpabile entità, infallibile depositaria della giustizia e responsabile della sua esecuzione della sorveglianza e della difesa del popolo cambogiano. Il suo significato è quello di "Organizzazione", e, nel linguaggio imposto dai Khmer Rossi, avrebbe sostituito del tutto qualunque riferimento esplicito al Partito o ai suoi leader, i quali non venivano mai nominati direttamente, ma indicati come Fratelli e distinti tramite un numero cardinale. Anche i figli venivano sottratti ai genitori per avviarli ad un tipo di educazione dominata dal partito unico: a volte i peggiori guardiani dei campi di concentramento ed i più fanatici delatori erano appunto bambini ed adolescenti. L'autorità patriarcale venne abolita, stabilendo l'assoluta eguaglianza dei coniugi, venendo severamente proibito ai genitori, o tutori, percuotere, anche lievemente, i figli, o le persone sottoposte alla loro vigilanza.

### Uccisioni e torture
I Khmer Rossi arrestarono, torturarono e giustiziarono i sospetti di rapporti con governi stranieri al fine di minare lo stato. Vennero uccisi tutti i sospetti "sabotatori", tra cui molti intellettuali. I vietnamiti, i cristiani cambogiani, musulmani e monaci buddisti, la minoranza vietnamita e thailandese vennero brutalmente perseguitati. Dato che la Cina era rappresentata da un diplomatico che trattava con i Khmer Rossi, la comunità cinese non fu disturbata. Nessun paese straniero possedeva sedi diplomatiche nella Kampuchea Democratica, se non poche Nazioni comuniste. I Sovietici, rei di aver riconosciuto ufficialmente la Repubblica Khmer del deposto Lon Nol, furono cacciati all'indomani della presa del potere dei Khmer Rossi. Esempi di assassini e torture da parte de Khmer Rossi si possono osservare all'ex liceo di Phnom Penh, trasformato dai Khmer Rossi nel carcere S-21. Circa 200.000 persone passarono attraverso questi campi di concentramento fuori Phnom Penh come Choeung Ek, un campo dove molti furono giustiziati e sepolti in fosse comuni.
Il numero esatto di persone che morirono a causa dei Khmer Rossi è oggetto di un acceso dibattito. Secondo il governo vietnamita si sono stimati circa 3,3 milioni di morti. La CIA stimò da 50.000 a 100.000 giustiziati, ma le esecuzioni rappresentarono solo una parte delle morti totali, molte delle quali dovute alla carestia. Il Dipartimento di Stato degli Stati Uniti e l'Università di Yale parlarono di 1,2 e 1,7 milioni di morti rispettivamente. R. J. Rummel parlò di 2 milioni di omicidi. Pol Pot fissò il numero a 800.000 morti, mentre Khieu Samphan ammise una cifra leggermente più alta, un milione di morti. Le stime dei soli morti ammazzati variano da 300.000 a 1 milione. Nel 1972 la popolazione era di 7,1 milioni di persone. Se è corretta la stima di Amnesty International di 1,4 milioni di morti, circa il 20% della popolazione morì dal 1975 al 1979.

### Caduta dei Khmer Rossi
Il 22 dicembre 1978, dopo alcuni anni di scontri di frontiera e incursioni militari nel Vietnam, le truppe vietnamite invasero la Cambogia, il 7 gennaio 1979, occuparono Phnom Penh e deposero il regime dei Khmer Rossi. A dispetto della tradizionale paura cambogiana della dominazione vietnamita, gli invasori furono assistiti dalle defezioni degli attivisti Khmer Rossi, che formavano la base del governo. Nel regime di Pol Pot, infatti, da sempre convivevano a fatica due fazioni, una maggioritaria filocinese, ed una filovietnamita e filosovietica: furono appunto questi ultimi, per timore di esser epurati e giustiziati ad invocare l'aiuto "fraterno" del Vietnam. I Khmer Rossi si ritirarono a ovest e continuarono, per i successivi dieci anni a controllare l'area vicino alla Thailandia. Ufficiosamente protetti da elementi dell'esercito tailandese e finanziati da contrabbandieri di diamanti e legname.
Gli USA e le altre nazioni occidentali, insieme alla Cina, continuarono nelle votazioni ONU a chiamare "Kampuchea Democratica" il legittimo governo cambogiano nella loro disapprovazione dell'occupazione vietnamita e dell'instaurazione della Repubblica Popolare di Kampuchea, sostenuta dall'Unione Sovietica. La Cina lanciò una punitiva invasione del nord Vietnam. Durante gli anni 1980 gli Stati Uniti dettero supporti militari e umanitari al repubblicano FLNPK e al realista ANS, tutti e due gruppi insurrezionali. I Khmer Rossi, guidati da Pol Pot e da molti militari dei tre gruppi ribelli, ricevettero molti aiuti dalla Cina e dall'esercito tailandese. Anche se dal 1980, l'est e il centro della Cambogia furono fermamente sotto il controllo vietnamita, la parte ovest del paese continuò, per tutti gli anni ottanta, ad essere un campo di battaglia, con milioni di mine sparse su tutto il territorio.
Nel 1985, Pol Pot lasciò la guida dei Khmer Rossi a Khieu Samphan, ma continuò a essere il loro capo effettivo. Dopo un decennio di inconcludente conflitto, nel 1991 tutte le fazioni politiche cambogiane sottoscrissero un trattato favore del disarmo e a successive elezioni. Ma nel 1992 i Khmer Rossi ripresero a combattere e l'anno dopo non riconobbero il risultato delle elezioni. Il 1996 fu testimone di una defezione di massa di circa metà degli effettivi combattenti. Nel 1997 vi fu il processo e l'imprigionamento di Pol Pot e di altri Khmer Rossi. Pol Pot morì nell'aprile 1998 e Khieu Samphan si arrese nel dicembre 1998. Il 29 dicembre 1998 i rimanenti leader Khmer Rossi contestarono i massacri degli anni settanta. Nel 1999 molti membri si arresero o vennero catturati. Ta Mok venne arrestato il 6 marzo e l'organizzazione smise effettivamente di esistere entro la fine dell'anno.
Prima della presa del potere da parte dei Khmer Rossi, molti cambogiani avevano trovato aiuto in campi di rifugio stranieri. Ma coloro che non potevano fuggire dovettero lavorare nelle fattorie rurali fino all'intervento vietnamita. Molti cambogiani fuggirono in Thailandia, venendo ospitati in campi asilo come Kha-I-Dang. Parecchi emigrarono in Stati Uniti, Australia, Francia o Canada.

### Recupero e processo
Dal 1990 i cambogiani si ripresero demograficamente ed economicamente rispetto al passato, nonostante ferite psicologiche ancora aperte. Sebbene nelle scuole si insegni la storia delle atrocità dei Khmer Rossi, è difficile fare i conti col passato. Nel 2005 la Cambogia aveva una popolazione molto giovane, per cui tre quarti di loro erano troppo giovani per ricordare gli anni della Kampuchea Democratica. Tale generazione conosce i Khmer Rossi solo attraverso i racconti dei genitori, dei parenti e degli adulti. Quando i vietnamiti sconfissero i Khmer Rossi, questi ultimo tentarono di distruggere i documenti che li inchiodavano alle responsabilità dei loro crimini a Tuol Sleng, dove erano raccolti. Comunque, furono recuperate 100.000 pagine di documentazione disponibili e da schedare. Altre 100.000 pagine sono rimaste nella residenza di Son Sen. Molti dei leader Khmer Rossi sopravvissuti vivono nell'area di Pailin o sono rimasti a lungo nascosti a Phnom Penh.
Nel 1997, il Khmer Rouge Trial Task Force progetta una struttura legale e giudiziaria in grado di processare i rimanenti leader per crimini di guerra, genocidio e crimini contro l'umanità. L'insufficienza dei fondi e le complicità di chi aveva condiviso un triste passato compromisero il tentativo fin dall'inizio. In particolare, il governo cambogiano si era inizialmente impegnato a versare al Tribunale per il suo lavoro 13 milioni di dollari. In parecchie dichiarazioni pubbliche il governo ha però chiarito che, a causa delle difficoltà economiche e altri impegni finanziari, avrebbe potuto permettere un versamento di solo 1,5 milioni di dollari. Pertanto il KRTTF, per finanziare il tribunale, si è rivolto alla comunità internazionale per chiedere che il resto venga ottenuto attraverso donazioni. In un annuncio fatto a Phnom Penh del 7 ottobre 2005 il governo indiano ha dichiarato che verserà un milione di dollari. Il Giappone ha dichiarato che il governo cambogiano, per pagare il tribunale, può usare i fondi monetari giapponesi già stati stanziati per progetti inerenti allo sviluppo, ma la Cambogia ha risposto che questi saranno utilizzati per scopi originari. Altri paesi hanno discusso se dare più fondi, ma il lavoro del tribunale e dei suoi membri è ancora in corso.

## Influenze nella cultura di massa
- La presa del potere dei Khmer Rossi e gli anni immediatamente seguenti sono al centro del film del 1984 Urla del silenzio diretto da Roland Joffé, e del film del 2017 Per primo hanno ucciso mio padre diretto da Angelina Jolie.

### Libri
- Michael Vickery, Cambodia: 1975-1982, Silkworm Books, 2000; ISBN 974-7100-81-9
- David P. Chandler, A History of Cambodia, Westview Press, 2000; ISBN 0-8133-3511-6
- David P. Chandler, Brother Number One. A Political Biography, Westview Press 1999; ISBN 0-8133-3510-8
- David P. Chandler, Facing the Cambodian past. Selected essays, 1971-1994, Silkworm Books 1996; ISBN 974-7047-74-8
- David P. Chandler, Ben Kiernan ecc., Revolution and Its Aftermath in Kampuchea. Eight Essays, Yale University Press, 1983; ISBN 0-938692-05-4
- Ben Kiernan, The Pol Pot Regime. Race, Power, and Genocide in Cambodia under the Khmer Rouge, 1975-79; ISBN 0-300-09649-6
- Ben Kiernan, How Pol Pot Came to Power: Colonialism, Nationalism, and Communism in Cambodia, 1930-1975, Yale University Press, Second Edition, 2004; ISBN 0-300-10262-3
- Noam Chomsky e Edward S. Herman, After the Cataclysm, South End Press, 1979; ISBN 0-89608-100-1
- Nayan Chanda, Brother Enemy. The War After the War, Collier, New York, 1986
- Pin Yathay, L'utopie meurtrière : un rescapé du génocide cambodgien témoigne, Bruxelles, Complexe, 1989; ISBN 2-87027-278-2.
- Ken Khun, De la dictature des Khmers rouges et l'occupation vietnamienne - Cambodge, 1975-1979, Paris, L'Harmattan, 1994; ISBN 2-7384-2596-8
- Haing Ngor e Roger Warner (trad. dall'ingl. al fr. a cura di Jean-Michel Caradec'h et Anne Etcheverry), Une odyssée cambodgienne, Paris, Fixot-Filipacchi, 1988; ISBN 2-87645-035-6
- Hoeung Ong Thong, Ho creduto nei khmer rossi. Ripensamento di un'illusione, Milano, Guerini e associati, 2004; ISBN 88-8335-505-9.
- Rithy Panh, Christine Chaumeau, S-21. La macchina di morte dei Khmer rossi, O Barra O Edizioni, 2004, ISBN 88-86437-71-4.
- Ong T. Hoeung, Ho creduto nei Khmer rossi. Ripensamento di un'illusione, Guerini e associati, 2004, ISBN 88-86437-93-5.
- Philip Short, Pol Pot. Anatomia di uno sterminio, Rizzoli, 2005, ISBN 88-900572-1-1.
- Diego Siragusa, Tho Nguon Bovannrith, Cercate l'Angkar. Il terrore dei Khmer rossi raccontato da un sopravvissuto cambogiano, Jaca Book, 2005, ISBN 88-16-28257-6.
- Piergiorgio Pescali, Indocina, Emil, 2010, ISBN 978-88-96026-42-7.
- Kassie Neou, "Phnom Penh Post", 20 settembre 1996.

### Saggi e articoli
- (EN) Kate Frieson, The Political Nature of Democratic Kampuchea, in Pacific Affairs, vol. 61, n. 3, University of British Columbia, 1988,  pp. 405-427, JSTOR 2760458.